# 中野新太郎
中野 新太郎（なかの しんたろう、1981年10月26日 - ）は、日本の歌手。群馬県甘楽郡甘楽町出身。本名：中野繁則、。甘楽町立第三中学校を経て群馬県立富岡高等学校定時制卒業。愛称はシンちゃん。自らの個人事務所である、officeナカノ所属。
2005年までは本名の中野 しげのり名義で活動していた。妹2人のいる3人兄弟の長男。

## 経歴
群馬県 甘楽郡 甘楽町 大字秋畑 字那須の農家に生まれ、幼少期より曾祖母、祖父母の影響で淡谷のり子、二葉あき子などの歌を聞きながら育つ。6歳より、ピアノ教室に通い、ピアノと声楽を習う。
高崎経済大学附属高等学校音楽系を中退後、群馬県立富岡高等学校定時制に再入学。社交ダンス教室などにも通っている。
その頃エディット・ピアフ、美輪明宏などに影響を受ける。
16歳になると、地元のバーやスナックで歌うようになる。
アコーディオンの弾き語りもそのころ始める

### 歌謡曲歌手 中野しげのり～中野新太郎
16歳の頃から、地元のバーやスナックでシャンソンや、古い歌謡曲を歌うということで話題になり、群馬県内の音楽事務所に所属し、2002年20歳のとき「哀愁のワイングラス」でデビュー。ボランティアにも力を入れ、2004年には、ボランティア施設100箇所達成記念コンサート（前橋市民文化会館大ホール）を行う。
2005年に出身地の甘楽町を歌った「甘楽の夜」を発表（甘楽町観光協会及び、甘楽富岡農協の協賛）同時に芸名を、中野新太郎と改める。
2007年に独立し自らの個人事務所officeナカノの所属となる

### シャンソン歌手 中野新太郎
2004年オリジナルシャンソン「ピエロの絵」を発表。2007年独立後から、ステージ構成を、歌謡曲とシャンソンというスタイルにする。2007年に上京。同時に、シャンソン歌手として、四谷のミュージックバーの専属歌手となり、その後2年間出演。
2010年10月には、恋のロシアン・キャフェ、ミロール、群衆、愛の讃歌などのカヴァー曲と、オリジナル曲を歌ったアルバム「あなたへ～pour vous～」を発表
2016年11月、シャンソン＆オリジナルアルバム「太陽と月」発表
2018年8月 日本シャンソン館にて単独ライブ
2020年2月  群馬県玉村町文化ホール(にしきのホール)にて単独ライブ予定

### シングル
1. 哀愁のワイングラス/春待草（2002年）
2. ピエロの絵/恋のゆくえ（2004年）
3. 甘楽の夜/さだめ雪（2005年7月）
4. ふたりの赤坂（デュエット）（2009年12月）

### 歌謡曲カヴァーアルバム
1. 哀愁懐曲（2003年）

哀愁のワイングラス 東京ブギウギ 蘇州夜曲 湖畔の宿 雨のブルース 夜のプラットホーム さとうきび畑 など…

### シャンソンカヴァーアルバム
1. あなたへ~pour vous~（2010年10月）

恋のロシアン・キャフェ ミロール 群衆 毛皮のマリー 愛の讃歌 ピエロの絵 恋のゆくえ 下駄 ちいさなあなたへ 年老いた日に
1. 太陽と月(2018年11月)

ジジ.ラモローゾ 別れのブルース 別れても  結婚 太陽の月のエレジー